# Papilio palamedes
Papilio palamedes är en fjärilsart som beskrevs av Dru Drury 1773. Papilio palamedes ingår i släktet Papilio och familjen riddarfjärilar. Inga underarter finns listade i Catalogue of Life.

## Bildgalleri

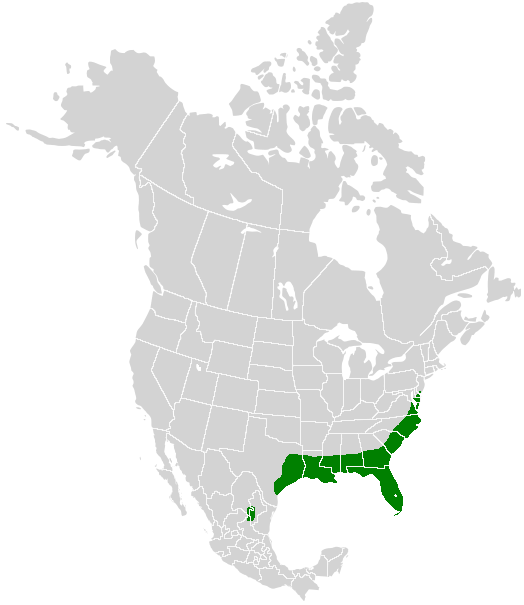